# William S. Taylor (skådespelare)
William Stephen Taylor, född i New Orleans, USA, är en amerikansk-kanadensisk skådespelare, regissör och musiker. Taylor är känd som skådespelare i filmer och TV-serier såsom Twilight Zone - på gränsen till det okända, MacGyver, GI Joe, Scary Movie 3, Watchmen och Pixels. Han är även en musiker som har uppträtt med banden Master Builder  och Fah True. Taylor bor numera i Vancouver, Kanada.

## Filmografi (i urval)
- Twilight Zone - på gränsen till det okända (1983)
- Flugan II (1989)
- Snuten i Hollywood III (1994)
- Romeo Must Die (2000)
- Scary Movie 3 (2003)
- Watchmen (2009)
- Pixels (2015)